# Robert Zwanzig
Robert Walter Zwanzig (né à Brooklyn, New York le 9 avril 1928 et décédé à Bethesda, Maryland le 15 mai 2014) est un physico-chimiste américain qui a accompli d'importants travaux dans le domaine de la physique statistique hors d'équilibre, du repliement des protéines et de la théorie des gaz et des liquides.

## Biographie
Après un Baccalauréat universitaire en sciences à l'université du Sud de la Californie il obtient un PhD au Caltech sous la direction de John Kirkwood.
De 1951 à 1954 il est chercheur post-doctoral à l'université Yale.
De 1954 à 1958 il est professeur assistant à l'Université Johns Hopkins.
De 1966 à 1979 il travaille au National Bureau of Standards.
En 1966 il va à l'Institut de Sciences physiques et de technologie de l'Université du Maryland jusqu'en 1988.
Après cette date il est chercheur au National Institute of Diabetes and Digestive and Kidney Diseases (National Institutes of Health). 
L'une de ses premières publications sur la thermodynamique des milieux hors équilibres est largement cité. Par la suite ses travaux contemporains de ceux de Hazime Mori conduisent au formalisme de Zwanzig-Mori dans le cadre de la théorie de la réponse linéaire.
Avec Tsu-Wei Nee il effectue des travaux sur les liquides dipolaires, basés sur la théorie de Lars Onsager. 
À la fin de sa carrière il travaille sur le problème du repliement des protéines.

## Récompenses
- Prix Peter Debye Award  (1976),
- Prix Irving Langmuir (1985),
- prix Joel H. Hildebrand (1994),
- compagnon de l'Académie nationale des sciences (États-Unis),
- compagnon de la American Chemical Society.

## Ouvrages
- (en) Robert Zwanzig, Nonequilibrium Statistical Mechanics, Oxford/New York, Oxford University Press, 2004, 222 p. (ISBN 0-19-514018-4, lire en ligne)